# Ivan Julian
Ivan Julian (* 26. června 1955) je americký kytarista a zpěvák. Od roku 1976 hrál se skupinou The Voidoids, se kterou následujícího roku vydal album Blank Generation. Po rozpadu kapely hrál například se skupinami The Outsets (producentem jejich nahrávek byl Garland Jeffreys), Lovelies a Shriekback. V roce 1980 hrál na albu Sandinista! anglické skupiny The Clash. V roce 2011 produkoval album Too Young to Be in Love skupiny Hunx and His Punx. Následujícího roku byl producentem sólové desky frontmana této kapely nazvané Hairdresser Blues. V roce 2011 vydal své první sólové album The Naked Flame. Během své kariéry spolupracoval s mnoha dalšími hudebníky, mezi něž patří například Bob Pfeifer, Matthew Sweet, Richard Barone a Sandra Bernhard. Roku 2015 mu byla diagnostikována rakovina.